# Marumori (Miyagi)
Marumori (丸森町 Marumori-machi?) es un pueblo localizado en la prefectura de Miyagi, Japón. En octubre de 2018 tenía una población de 13.122 habitantes y una densidad de población de 48 personas por km². Su área total es de 273,30 km².

## Geografía

### Municipios circundantes
- Prefectura de Miyagi
  - Kakuda
  - Shiroishi
  - Yamamoto
- Prefectura de Fukushima
  - Sōma
  - Date
  - Shinchi

## Demografía
Según datos del censo japonés, la población de Marumori ha disminuido en los últimos años.
| Año del censo | Población |
| ------------- | --------- |
| 1995          | 18.941    |
| 2000          | 17.868    |
| 2005          | 16.792    |
| 2010          | 15.501    |
| 2015          | 13.972    |